# Store Grankule
Store Grankule ligger i Almindingen på Bornholm og er Danmarks højest beliggende sø.[kilde mangler]
55°6′58″N 14°52′27″Ø / 55.11611°N 14.87417°Ø